# Marroca
Marroca ist eine Novelle von Guy de Maupassant. Der Vorabdruck erschien unter dem Pseudonym Maufrigneuse am 2. März 1882 in Le Gil Blas. Der Text der Buchausgabe ist etwas länger.

## Handlung
Die Novelle ist als Brief an einen Freund verfasst. Der Schreiber beschreibt Reiseeindrücke aus Marokko. Dann berichtet er, wie er eine junge Marokkanerin beim Bad im Meer überraschte. Zwischen den beiden kam es zu einer leidenschaftlichen Affäre. Als sie von ihm forderte, sie in ihrem Haus aufzusuchen, tat er dies widerstrebend. Während des Rendezvous kam überraschend der Ehemann der Marokkanerin nach Hause. Der Geliebte versteckte sich unter dem Bett und blieb glücklicherweise unentdeckt. Nachdem der Mann das Haus wieder verlassen hatte, machte der Liebhaber der Frau Vorwürfe, da er leicht hätte entdeckt werden können. Darauf deutete sie auf ein neben dem Bett liegendes Beil und erklärte, in diesem Falle hätte sie ihren Mann erschlagen.